# 張慶年
張慶年，直隸南宮縣（今河北省南宮市）尚家寨人。清朝軍事人物，武進士出身。
道光二十四年（1844年），張慶年中式甲辰科武殿試張殿華榜二甲第二名進士，授官三等侍衛。曾官河南荊紫關都司。